# Quiahuiztlan

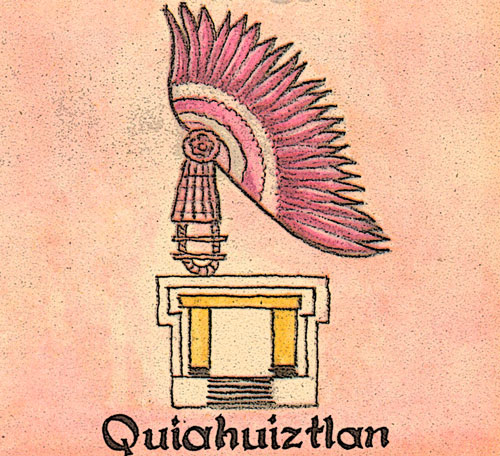
Glifo di Quiahuiztlan

Quiahuiztlan era uno dei quattro altepetl (stati) che diedero vita alla confederazione di Tlaxcala.

## Descrizione
Situato sulle basse pendici di un monte vulcanico della costa del golfo di Veracruz, in Messico, fu occupata nel XVI secolo dalla cultura dei Totonachi. I suoi templi, i campi per il gioco della palla, le piazze e le residenze sono costruite sulle terrazze naturali ed artificiali della parte bassa della montagna. Il sito è famoso soprattutto per i suoi legami con il conquistador spagnolo Hernán Cortés. Gli scavi condotti a Quiahuiztlan sono opera di Alfonso Medellín Zenil e Ramón Arellanos Melgarejo, dell'Instituto Nacional de Antropología e Historia.
All'inizio del XVI secolo Quiahuiztlan uscì per breve tempo dalla confederazione, sostituendo i propri missionari francescani con i domenicani. In seguito Quiahuiztlan, si riunì a Tlaxcala, ma l'ipotesi di una nuova secessione fu continuamente usata come minaccia politica.